# Alb-Wutach-Gebiet
Das Alb-Wutach-Gebiet ist ein Naturraum der Neckar- und Tauber-Gäuplatten (Haupteinheit 12) im Südwestdeutschen Schichtstufenland. Es führt die Nr. 120 in der Systematik des Handbuchs der naturräumlichen Gliederung Deutschlands. Die Einteilung erfolgte aufgrund der zusammenhängend zutage tretenden Muschelkalkformation.

## Naturräumliche Gliederung
In der Geographischen Landesaufnahme der Bundesanstalt für Landeskunde wurde auf den jeweils 1964 erschienenen Einzelblättern 1:200.000 185 Freiburg im Breisgau und 186 Konstanz das Alb-Wutach-Gebiet zur Über-Haupteinheit umgewidmet und zweigeteilt beschrieben:
- 1201 Klettgauer Schichtstufenland
  - 1201.0 Waldshuter Muschelkalkplatten
    - 1201.00 Steina-Muschelkalkplatten
    - 1201.01 Waldkirch-Waldshuter-Muschelkalkriedel
    - 1201.02 Buch-Birkinger Schotterflächen
    - 1201.10 Hallauer Rücken
    - 1201.20 Klettgauer Haupttalung
    - 1201.21 Koblenz-Tiengener Mündungswanne (mit der Wutachmündung und dem Ettikoner Lauffen)
    - 1201.30 Großer Klettgaurücken (mit Küssaburgvorland)
- 1202 Mittleres Wutachland
  - 1202.0 Bonndorf-Löffinger Muschelkalkhochland
    - 1202.00 Bonndorfer Muschelkalkhochland
    - 1202.01 Löffinger Muschelkalkhochland

  - 1202.1 Eichberg-Hochranden-Vorland
    - 1202.10 Hochranden-Vorland
    - 1202.20 Eichberg-Vorland

Angrenzende Naturräume sind:
- Baar (Nr. 121) im Norden
- Südlicher Hochflächenschwarzwald (Nr. 155) im Westen
- Schweizer Randen (Nr. 090) und Hegaualb (Nr. 091) im Osten

Im Süden grenzt der Hochrhein und dahinter die Schweiz an.

## Geologie
Das Alb-Wutach-Gebiet ist die südlichste Einheit der Gäuplatten. Kennzeichnend sind erhebliche Höhenunterschiede (von 230 m im Süden bis 900 m im Norden) und tief eingeschnittene Talfurchen. Innerhalb des Gebietes lassen sich die Talungen von Wutach und Hochrhein, die stark zergliederten Muschelkalkhochflächen, die die größte Fläche einnehmen, sowie die Neunkirchener Talung im Klettgau mit der Klettgaurinne und die Höhen der Klettgaualb im Süden unterscheiden. Innerhalb des Gebietes werden vom Grundgebirge bis zum Weissjura alle Schichten angeschnitten. 
Die Muschelkalkhochfläche ist nach Osten und Süden geneigt. Die Gäuflächen werden überwiegend ackerbaulich genutzt. Die Täler und Talflanken sind meist waldbestanden, in Teilen sind sie durch kleine Ortschaften besiedelt. Nadelwälder (Fichte und Tanne) dominieren, in der Wutachschlucht herrscht jedoch Laubwald vor. 
Im südöstlichen Bereich schließt sich die Neunkirchener Niederung an, die einst vom Urrhein ausgebildet wurde und von Schottern der Schmelzwasserrinne der letzten Eiszeit geprägt wird (Klettgau-Rinne). Die Schotter sind teilweise lößbedeckt. Überwiegend wird Ackerbau betrieben, in günstigen Lagen ist Weinbau und der Anbau von Edelobst möglich. Südlich davon erhebt sich die Klettgau-Alb. Buchenwälder, kleine Dörfer und Einzelhöfe wechseln sich hier ab.

## Weblink
- Naturraumsteckbriefe der LUBW, siehe 120: Alb-Wutach-Gebiet (PDF; 9,2 MB; Hinweise)